# McLaren MP4-19
McLaren MP4-19 je McLarnov dirkalnik Formule 1, ki je bil v uporabi v sezoni 2004, ko sta z njim dirkala Kimi Räikkönen in David Coulthard. Po zelo slabi prvi polovici sezone, ko dirkača nista mogla višje od petega mesta, je v drugem delu sezone Räikkönen dosegel edino zmago sezona na Veliki nagradi Belgije, ob tem pa še en najboljši štartni položaj in tri uvrstitve na stopničke. Coulthard pa se ni uvrstil višje od četrtega mesta, tako da je moštvo ob koncu sezone zasedlo peto mesto v konstruktorskem prvenstvu z 69-imi točkami.

## Popolni rezultati Formule 1
(legenda) (Odebeljene dirke pomenijo najboljši štartni položaj)
| Leto | Moštvo  | Motor                    | Gume | Dirkači         | 1   | 2   | 3   | 4   | 5   | 6   | 7   | 8   | 9   | 10  | 11 | 12  | 13  | 14  | 15  | 16  | 17  | 18  | Toč | Prv |
| ---- | ------- | ------------------------ | ---- | --------------- | --- | --- | --- | --- | --- | --- | --- | --- | --- | --- | -- | --- | --- | --- | --- | --- | --- | --- | --- | --- |
| 2004 | McLaren | Mercedes FO 110Q 3.0 V10 | M    |                 | AVS | MAL | BAH | SMR | ŠPA | MON | EU  | KAN | ZDA | FRA | VB | NEM | MAD | BEL | ITA | KIT | JAP | BRA | 69  | 5.  |
| 2004 | McLaren | Mercedes FO 110Q 3.0 V10 | M    | David Coulthard | 8   | 6   | Ret | 12  | 10  | Ret | Ret | 6   | 7   | 6   | 7  | 4   | 9   | 7   | 6   | 9   | Ret | 11  | 69  | 5.  |
| 2004 | McLaren | Mercedes FO 110Q 3.0 V10 | M    | Kimi Räikkönen  | Ret | Ret | Ret | 8   | 11  | Ret | Ret | 5   | 6   | 7   | 2  | Ret | Ret | 1   | Ret | 3   | 6   | 2   | 69  | 5.  |